# Rechts-distributief
Een binaire operatie {\displaystyle *} over een verzameling {\displaystyle S} wordt rechts-distributief ten opzichte van een binaire operatie {\displaystyle +}  genoemd, als volgende eigenschap geldt:
{\displaystyle \forall x,y,z\in S:(y+z)*x=y*x+z*x}
Aangezien de bewerking {\displaystyle *} rechts van de haakjes staat, wordt dit rechts-distributief genoemd. Indien de operatie naast rechts-distributief ook links-distributief is, dan wordt de bewerking distributief genoemd. Elke distributieve bewerking is dus ook rechts-distributief.
Het vermenigvuldigen van gehele getallen distribueert over optellen. Meer in het het algemeen wordt in een ring en in een vectorruimte geëist dat de vermenigvuldiging distributief is. In sommige generalisaties daarvan wordt echter alleen rechts- of links-distributiviteit aangenomen.